# Tybetologia
Tybetologia – nauka o językach, literaturze, kulturze, historii i dziejach Tybetu.
Tybetologia jest dziedziną młodą. Chociaż powstała w XIX w., rozwinęła się w pełni dopiero od lat 60. XX wieku, m.in. na skutek dużej fali emigrantów tybetańskich, która dotarła do Stanów Zjednoczonych.
Pionierem tybetologii i autorem pierwszych prac na temat języka tybetańskiego był węgierski badacz i podróżnik Aleksander Csoma de Körös. W poszukiwaniu praojczyzny Węgrów wyruszył pieszo w 1819 w podróż na wschód, która zawiodła go w Himalaje do Ladakhu. Tam spędził w klasztorach siedem lat, studiując język, religię, pisma i obrzędy buddyzmu tybetańskiego. W 1834 ukazał się drukiem w Kalkucie jego słownik tybetańsko-angielski, a następnie gramatyka języka tybetańskiego.